# 竹内章 (テレビプロデューサー)
竹内 章（たけうち あきら、1962年8月6日 - ）は、石川テレビの報道制作局長、テレビプロデューサー、元アナウンサー。
愛知県名古屋市出身。1988年に石川テレビに入社し、アナウンサーになる。アナウンサー時代に報道制作局制作部長を務めた後、編成業務局次長、報道制作局長を歴任する。
2020年4月より、曜日を問わず定時ニュースを担当。2025年1月から『石川さんパレット』の18時台ニュース・17時台天気予報、日曜のローカルニュースを担当。

## 過去の担当番組
- いまどきテレビおもしろ便（1990年） - 進行
- 勝手にブギウギ - 司会
- めざましテレビ - 2代目石川テレビ中継担当
- まちかどチャンネル グーグーグッド[4]
- 夕やけワイド まちかど元気王
- 千客万来!ほのぼのマンデー - 「ふるさとは遠きにあり思ふもの」担当[5]
- 石川テレニュース[5]
- 北陸中日新聞ニュース[5]
- 各種スポーツ番組[5]
- 千客万来!ほのぼのサンデー[6]
- 石川さん情報Live リフレッシュ - プロデューサー[1][7]
- 第27回FNSドキュメンタリー大賞ノミネート作品 南京の日本人（2018年） - プロデューサー[8]
- 第28回FNSドキュメンタリー大賞ノミネート作品 神か悪魔か（2019年） - プロデューサー[9]

## 執筆
- GALAC No.163 2010年12月号（放送批評懇談会）